# Ali Mahdi Muhammad
Ali Mahdi Mohamed (somali:  Cali Mahdi Maxamed, em árabe: علي مهدي محمد) (Jowhar, 1 de janeiro de 1939 – Nairóbi, 10 de março de 2021) foi um político somali que ocupou o cargo de presidente do seu país de 1991 a 2000. 

## Carreira
Ele subiu ao poder, quando o então presidente Mohamed Siad Barre foi forçado a sair do cargo. Mohamed, no entanto, não foi capaz naquele momento de exercer o controle sobre o país. Após isso, o país caiu na anarquia, apenas com os senhores da guerra locais e grupos separatistas armados com o poder real.
Morreu em 10 de março de 2021, aos 82 anos de idade, em um hospital de Nairóbi após contrair COVID-19.